# 2021-es svéd labdarúgó-bajnokság (első osztály)
A 2021-es Allsvenskan volt a 97. alkalommal megrendezett, legmagasabb szintű labdarúgó-bajnokság Svédországban. A pontvadászat 2021. április 10-én kezdődött és december 4-én ért véget. A címvédő a Malmö FF csapata. A bajnoki címet ismét a Malmö szerezte meg.

## Csapatváltozások
| Feljutott az első osztályba | Kiesett a másodosztályba       |
| --------------------------- | ------------------------------ |
| Halmstads BK Degerfors IF   | Helsingborgs IF Falkenbergs FF |

## Részt vevő csapatok
| Csapat         | Székhely                | Stadion          | Befogadóképesség1 |
| -------------- | ----------------------- | ---------------- | ----------------- |
| AIK            | Solna község, Stockholm | Friends Arena    | 50,000            |
| BK Häcken      | Göteborg                | Bravida Arena    | 6,500             |
| Degerfors IF   | Degerfors               | Stora Valla      | 7,500             |
| Djurgårdens IF | Stockholm               | Tele2 Arena      | 30,000            |
| Halmstads BK   | Halmstad                | Örjans Vall      | 11,100            |
| Hammarby IF    | Stockholm               | Tele2 Arena      | 30,000            |
| IF Elfsborg    | Borås                   | Borås Arena      | 16,899            |
| IFK Göteborg   | Göteborg                | Gamla Ullevi     | 18,600            |
| IFK Norrköping | Norrköping              | Nya Parken       | 15,734            |
| IK Sirius      | Uppsala                 | Studenternas IP  | 10,000            |
| Kalmar FF      | Kalmar                  | Guldfågeln Arena | 12,000            |
| Malmö FF       | Malmö                   | Malmö Stadion    | 22,500            |
| Mjällby AIF    | Hällevik                | Strandvallen     | 6,750             |
| Varbergs BoIS  | Varberg                 | Påskbergsvallen  | 4,500             |
| Örebro SK      | Örebro                  | Eyravallen       | 12,300            |
| Östersunds FK  | Östersund               | Jämtkraft Arena  | 8,466             |

- 1A Svéd Labdarúgó Szövetség honlapja szerint.[3]

### Személyek és támogatók
| Csapat         | Vezetőedző                      | Csapatkapitány      | Mezgyártó | Mezszopnzor         |     |                 |              |      |       |
| -------------- | ------------------------------- | ------------------- | --------- | ------------------- | --- | --------------- | ------------ | ---- | ----- |
| Csapat         | Vezetőedző                      | Csapatkapitány      | Mezgyártó | Mezszopnzor         | AIK | Bartosz Grzelak | Henok Goitom | Nike | Notar |
| BK Häcken      | Per-Mathias Høgmo               | Rasmus Lindgren     | Puma      | BRA                 |     |                 |              |      |       |
| Degerfors IF   | Andreas Holmberg Tobias Solberg | Oliver Ekroth       | Umbro     | Various             |     |                 |              |      |       |
| Djurgårdens IF | Kim Bergstrand Thomas Lagerlöf  | Magnus Eriksson     | Adidas    | Prioritet Finans    |     |                 |              |      |       |
| Halmstads BK   | Magnus Haglund                  | Andreas Johansson   | Puma      | Various             |     |                 |              |      |       |
| Hammarby IF    | Miloš Milojević                 | Jeppe Andersen      | Craft     | Huski Chocolate     |     |                 |              |      |       |
| IF Elfsborg    | Jimmy Thelin                    | Johan Larsson       | Umbro     | Sparbanken Sjuhärad |     |                 |              |      |       |
| IFK Göteborg   | Mikael Stahre                   | Marcus Berg         | Craft     | Serneke             |     |                 |              |      |       |
| IFK Norrköping | Rikard Norling                  | Christoffer Nyman   | Nike      | Holmen              |     |                 |              |      |       |
| IK Sirius      | Daniel Bäckström                | Tim Björkström      | Select    | Various             |     |                 |              |      |       |
| Kalmar FF      | Henrik Rydström                 | Erik Israelsson     | Select    | Hjältevadshus       |     |                 |              |      |       |
| Malmö FF       | Jon Dahl Tomasson               | Anders Christiansen | Puma      | Volkswagen          |     |                 |              |      |       |
| Mjällby AIF    | Anders Torstensson              | David Löfquist      | Puma      | Various             |     |                 |              |      |       |
| Varbergs BoIS  | Joakim Persson                  | Jon Birkfeldt       | Craft     | Various             |     |                 |              |      |       |
| Örebro SK      | Marcus Lantz                    | Nordin Gerzić       | Select    | Behrn Fastigheter   |     |                 |              |      |       |
| Östersunds FK  | Per Joar Hansen                 | Aly Keita           | Adidas    | Volkswagen          |     |                 |              |      |       |

### Vezetőedző váltások
| Csapat         | Távozó edző       | Ok                              | Dátum               | Poz.      | Érkező edző        | Dátum               |
| -------------- | ----------------- | ------------------------------- | ------------------- | --------- | ------------------ | ------------------- |
| Mjällby AIF    | Marcus Lantz      | lejárt a szerződése             | 2020. december 6.   | Előszezon | Christian Järdler  | 2020. december 20.  |
| IK Sirius      | Henrik Rydström   | lemondott                       | 2020. december 6.   | Előszezon | Daniel Bäckström   | 2020. december 14.  |
| Kalmar FF      | Nanne Bergstrand  | lejárt a szerződése             | 2020. december 15.  | Előszezon | Henrik Rydström    | 2020. december 29.  |
| IFK Norrköping | Jens Gustafsson   | közös megegyezés                | 2020. december 19.  | Előszezon | Rikard Norling     | 2020. december 23.  |
| Örebro SK      | Axel Kjäll        | előléptették futballmenedzserré | 2021. május 25.     | 15.       | Vítor Gazimba      | 2021. június 2.     |
| BK Häcken      | Andreas Alm       | leigazolta az OB                | 2021. június 1.     | 16.       | Per-Mathias Høgmo  | 2021. június 12.    |
| IFK Göteborg   | Roland Nilsson    | menesztették                    | 2021. június 2.     | 10.       | Mikael Stahre      | 2021. június 2.     |
| Hammarby IF    | Stefan Billborn   | menesztették                    | 2021. június 11.    | 8.        | Miloš Milojević    | 2021. június 13.    |
| Mjällby AIF    | Christian Järdler | menesztették                    | 2021. augusztus 3.  | 15.       | Anders Torstensson | 2021. augusztus 3.  |
| Östersunds FK  | Amir Azrafshan    | menesztették                    | 2021. szeptember 2. | 16.       | Per Joar Hansen    | 2021. szeptember 2. |
| Örebro SK      | Vítor Gazimba     | menesztették                    | 2021. október 7.    | 15.       | Marcus Lantz       | 2021. október 7.    |

## A bajnokság végeredménye
| Hely. | Csapat            | M  | Gy | D  | V  | G+ | G– | Gk  | P  | Továbbjutás vagy kiesés |
| ----- | ----------------- | -- | -- | -- | -- | -- | -- | --- | -- | ----------------------- |
| 1.    | Malmö FF (B)      | 30 | 17 | 8  | 5  | 58 | 30 | +28 | 59 | BL, 1. selejtezőkör     |
| 2.    | AIK               | 30 | 18 | 5  | 7  | 45 | 25 | +20 | 59 | KL, 2. selejtezőkör     |
| 3.    | Djurgårdens IF    | 30 | 17 | 6  | 7  | 46 | 30 | +16 | 57 | KL, 2. selejtezőkör     |
| 4.    | IF Elfsborg       | 30 | 17 | 4  | 9  | 51 | 35 | +16 | 55 |                         |
| 5.    | Hammarby IF       | 30 | 15 | 8  | 7  | 54 | 41 | +13 | 53 |                         |
| 6.    | Kalmar FF         | 30 | 13 | 8  | 9  | 41 | 39 | +2  | 47 |                         |
| 7.    | IFK Norrköping    | 30 | 13 | 5  | 12 | 45 | 41 | +4  | 44 |                         |
| 8.    | IFK Göteborg      | 30 | 11 | 8  | 11 | 42 | 39 | +3  | 41 |                         |
| 9.    | Mjällby AIF       | 30 | 9  | 11 | 10 | 34 | 27 | +7  | 38 |                         |
| 10.   | Varbergs BoIS     | 30 | 9  | 10 | 11 | 35 | 38 | −3  | 37 |                         |
| 11.   | IK Sirius         | 30 | 10 | 7  | 13 | 39 | 53 | −14 | 37 |                         |
| 12.   | BK Häcken         | 30 | 9  | 9  | 12 | 46 | 46 | 0   | 36 |                         |
| 13.   | Degerfors IF      | 30 | 10 | 4  | 16 | 34 | 51 | −17 | 34 |                         |
| 14.   | Halmstads BK (K)  | 30 | 6  | 14 | 10 | 21 | 26 | −5  | 32 | Osztályozó              |
| 15.   | Örebro SK (K)     | 30 | 4  | 6  | 20 | 23 | 58 | −35 | 18 | Kiesik a Superettan-ba  |
| 16.   | Östersunds FK (K) | 30 | 3  | 5  | 22 | 24 | 59 | −35 | 14 | Kiesik a Superettan-ba  |

### Meccsek
| Hazai \ Vendég1 | AIK | BKH | DEG | DIF | HBK | HAM | IFE | IFKG | IFKN | IKS | KFF | MFF | MAIF | VBS | ÖSK | ÖFK |
| AIK             |     | 2–1 | 2–0 | 1–0 | 1–0 | 2–0 | 1–0 | 3–1  | 1–0  | 4–2 | 2–0 | 1–1 | 2–2  | 2–1 | 2–0 | 3–0 |
| BK Häcken       | 2–1 |     | 2–0 | 0–1 | 2–3 | 1–1 | 1–1 | 3–2  | 5–0  | 1–2 | 1–4 | 1–2 | 0–0  | 3–1 | 2–3 | 5–0 |
| Degerfors IF    | 2–1 | 3–0 |     | 2–0 | 2–1 | 1–4 | 1–2 | 0–1  | 4–1  | 1–2 | 0–1 | 0–5 | 0–2  | 1–1 | 3–0 | 3–1 |
| Djurgårdens IF  | 1–4 | 2–1 | 3–2 |     | 1–0 | 4–1 | 0–3 | 0–0  | 1–0  | 5–1 | 3–2 | 3–1 | 0–0  | 2–3 | 3–0 | 2–0 |
| Halmstads BK    | 1–0 | 1–0 | 0–0 | 0–0 |     | 0–0 | 0–1 | 1–1  | 2–1  | 1–1 | 0–1 | 0–0 | 1–1  | 1–1 | 1–1 | 1–1 |
| Hammarby IF     | 1–0 | 1–1 | 5–1 | 2–2 | 1–1 |     | 0–2 | 3–0  | 2–1  | 3–2 | 5–3 | 2–1 | 2–0  | 1–0 | 3–2 | 4–3 |
| IF Elfsborg     | 2–4 | 4–2 | 3–0 | 0–2 | 2–3 | 2–2 |     | 1–0  | 1–0  | 3–0 | 2–2 | 0–1 | 1–0  | 0–0 | 2–1 | 3–0 |
| IFK Göteborg    | 2–0 | 1–1 | 2–3 | 3–0 | 2–0 | 0–0 | 0–1 |      | 1–2  | 2–2 | 0–2 | 0–2 | 3–2  | 1–2 | 2–0 | 4–0 |
| IFK Norrköping  | 2–0 | 0–1 | 1–1 | 1–1 | 2–1 | 3–1 | 3–2 | 1–2  |      | 1–1 | 1–2 | 3–2 | 2–2  | 2–1 | 3–0 | 3–0 |
| IK Sirius       | 0–1 | 3–0 | 2–0 | 1–0 | 1–0 | 0–1 | 0–2 | 3–3  | 2–4  |     | 1–1 | 2–3 | 2–1  | 2–1 | 1–2 | 1–0 |
| Kalmar FF       | 1–1 | 2–3 | 4–1 | 0–1 | 1–1 | 2–1 | 0–3 | 0–0  | 1–0  | 3–1 |     | 0–1 | 1–0  | 2–2 | 1–0 | 0–0 |
| Malmö FF        | 1–0 | 2–2 | 3–0 | 1–1 | 0–0 | 3–2 | 2–1 | 2–3  | 1–1  | 4–0 | 3–1 |     | 0–1  | 3–2 | 5–1 | 1–1 |
| Mjällby AIF     | 0–0 | 1–1 | 1–0 | 0–1 | 0–0 | 2–0 | 4–0 | 1–3  | 0–1  | 2–3 | 4–0 | 0–2 |      | 0–0 | 0–0 | 1–0 |
| Varbergs BoIS   | 0–1 | 1–1 | 0–0 | 1–3 | 1–0 | 1–3 | 1–3 | 2–0  | 2–1  | 0–0 | 1–1 | 1–1 | 0–3  |     | 1–0 | 3–0 |
| Örebro SK       | 1–1 | 1–2 | 1–2 | 0–1 | 1–0 | 0–2 | 2–3 | 0–0  | 0–3  | 1–1 | 1–2 | 1–2 | 2–2  | 0–3 |     | 2–0 |
| Östersunds FK   | 1–2 | 1–1 | 0–1 | 0–3 | 0–1 | 1–1 | 3–1 | 2–3  | 1–2  | 3–0 | 0–1 | 0–3 | 0–2  | 1–2 | 5–0 |     |

Utolsó felvett mérkőzés dátuma: 2021. december 4. 
Forrás:  
1A hazai csapatok a bal oldali oszlopban szerepelnek.
Színek: Zöld = hazai győzelem; Sárga = döntetlen; Piros = vendéggyőzelem.
 

### Osztályozó
| 2021. december 11. 15:00 UTC+1 |

| Helsingborgs IF | 0–1 | Halmstads BK |
| --------------- | --- | ------------ |
|                 |     | Karim 7'     |

| Olimpiai Stadion, Jönköping Játékvezető: Andreas Ekberg |

| 2021. december 14. 19:00 UTC+1 |

| Halmstads BK | 1–3 | Helsingborgs IF                             |
| ------------ | --- | ------------------------------------------- |
| Kroon 39'    |     | Loeper 32' Van den Hurk 84' Karjalainen 90' |

| Örjans Vall, Halmstad Játékvezető: Glenn Nyberg |

## Statisztika
| # | Játékos              | Klub           | Gólok |
| - | -------------------- | -------------- | ----- |
| 1 | Samuel Adegbenro     | IFK Norrköping | 17    |
| 2 | Victor Edvardsen     | Degerfors IF   | 14    |
| 2 | Antonio Čolak        | Malmö FF       | 14    |
| 4 | Nicolás Stefanelli   | AIK            | 12    |
| 4 | Oliver Berg          | Kalmar FF      | 12    |
| 4 | Christian Kouakou    | IK Sirius      | 12    |
| 7 | Gustav Ludwigson     | Hammarby IF    | 11    |
| 7 | Alexander Jeremejeff | BK Häcken      | 11    |
| 9 | Marcus Berg          | IFK Göteborg   | 10    |
| 9 | Blair Turgott        | Östersunds FK  | 10    |
| 9 | Nabil Bahoui         | AIK            | 10    |

| # | Játékos             | Klub           | Gólpassz |
| - | ------------------- | -------------- | -------- |
| 1 | Magnus Eriksson     | Djurgårdens IF | 13       |
| 2 | Anders Christiansen | Malmö FF       | 9        |
| 2 | Jonathan Ring       | Kalmar FF      | 9        |
| 4 | Jo Inge Berget      | Malmö FF       | 7        |
| 4 | Patrik Wålemark     | BK Häcken      | 7        |
| 4 | Per Frick           | IF Elfsborg    | 7        |

### Öngólosok
| # | Játékos              | Klub           | Öngólok |
| - | -------------------- | -------------- | ------- |
| 1 | Lasse Nielsen        | Malmö FF       | 1       |
| 1 | Samuel Mensiro       | Östersunds FK  | 1       |
| 1 | Jacob Bergström      | Mjällby AIF    | 1       |
| 1 | Gustav Granath       | Degerfors IF   | 1       |
| 1 | Noah Sonko Sundberg  | Östersunds FK  | 1       |
| 1 | Tobias Carlsson      | BK Häcken      | 1       |
| 1 | Aslak Fonn Witry     | Djurgårdens IF | 1       |
| 1 | Eric Larsson         | Malmö FF       | 1       |
| 1 | Kristoffer Nordfeldt | AIK            | 1       |
| 1 | Nasiru Moro          | Örebro SK      | 1       |
| 1 | Bjørn Paulsen        | Hammarby IF    | 1       |
| 1 | Benjamin Hjertstrand | Örebro SK      | 1       |
| 1 | Johan Larsson        | IF Elfsborg    | 1       |
| 1 | Linus Wahlqvist      | IFK Norrköping | 1       |
| 1 | Henrik Castegren     | IFK Norrköping | 1       |

### Mesterhármast elérő játékosok
| Játékos                     | Csapat        | Ellenfél    | Végeredmény | Dátum                |
| --------------------------- | ------------- | ----------- | ----------- | -------------------- |
| Blair Turgott               | Östersunds FK | Örebro SK   | 5–0         | 2021. április 18.    |
| Victor Edvardsen            | Degerfors IF  | Örebro SK   | 3–0         | 2021. május 18.      |
| Blair Turgott               | Östersunds FK | IF Elfsborg | 3–1         | 2021. szeptember 19. |
| Astrit Selmani(4 gólt lőtt) | Hammarby IF   | Kalmar FF   | 5–3         | 2021. december 4.    |

### Sárga és piros lapok

#### Játékosok
- Legtöbb sárga lap: 12
  -  Sebastian Larsson (AIK)
- Legtöbb piros lap: 2
  -  Johan Hammar (BK Häcken)
  -  Luke Le Roux (Varbergs BoIS)

#### Klubcsapatok
- Legtöbb sárga lap: 84
  - Varbergs BoIS
- Legtöbb piros lap: 5
  - IF Elfsborg